# Новая Карачиха
 Новая Карачиха  — деревня в Ромодановском районе Мордовии в составе Трофимовщинского сельского поселения. 

## География
Находится на расстоянии примерно 12 километров по прямой на север от районного центра поселка Ромоданово.

## История
Учтена была в 1869 году как владельческое сельцо Саранского уезда Пензенской губернии из 18 дворов, название связано с бывшим владельцем Корачевым (упоминаемым в документах XVII века). 

## Население
Постоянное население составляло 29 человека (русские 100%) в 2002 году, 17 в 2010 году .